# Подволочисский район
Подволочи́сский райо́н (укр. Підволочи́ський райо́н) — упразднённая административная единица на востоке Тернопольской области Украины. Административный центр — посёлок Подволочиск.

## География
Площадь — 837 км2 (9-е место среди районов).
Район граничил на севере с Лановецким, на юге — с Гусятинским, на юго-западе — с Теребовлянским, на западе — со Збаражским и Тернопольским районами Тернопольской области, на востоке — с Волочисским районом Хмельницкой области.
Основные реки — Збруч.

## История
Район образован в 1940 году. 19 марта 1959 года к Подволочисскому району был присоединён Новосельский район
В ходе административно-территориальной реформы в Украине, в 2020 году район был упразднён, его территория вошла в состав Тернопольского района. На территории района были сформированы Подволочисская, Скалатская и Скориковская территориальные общины.

## Демография
Население района составляет 41 320 человек (данные 2019 г.), в том числе в городских условиях проживают 11 731 человек, в сельских — 29 589 человек.

## Административное устройство
На момент упраздения район включал в себя:
Количество советов:
- городских — 1
- поселковых — 1
- сельских — 34

Количество населённых пунктов:
- городов районного значения — 1
- посёлков городского типа — 1
- сёл — 60

### Населённые пункты
| - Скалатский городской совет город Скалат село Поплавы - Подволочисский поселковый совет пгт Подволочиск - Богдановский сельский совет село Богдановка - Воробиевский сельский совет село Воробиевка село Медин село Пеньковцы село Просовцы - Галущинский сельский совет село Галущинцы - Гнилицкий сельский совет село Гнилицы - Городницкий сельский совет село Городница - Дорофеевский сельский совет село Дорофеевка - Жеребковский сельский совет село Жеребки - Зарубинецкий сельский совет село Зарубинцы - Ивановский сельский совет село Ивановка - Каменковский сельский совет село Каменки село Молчановка - Качановский сельский совет село Качановка - Клебановский сельский совет село Клебановка село Шевченково - Колодиевский сельский совет село Колодиевка село Панасовка - Кошляковский сельский совет село Кошляки село Голотки - Кривенский сельский совет село Кривое - Лисичинский сельский совет село Лисичинцы село Шельпаки - Магдалёвский сельский совет село Магдалёвка село Мытница село Текловка | - Мысловецкий сельский совет село Мыслова - Новосёлковский сельский совет село Новосёлка - Новосельский сельский совет село Новое Село село Гнилички село Голошинцы село Козяры село Суховцы - Ореховецкий сельский совет село Ореховец - Остапьевский сельский совет село Остапье - Пальчинский сельский совет село Пальчинцы село Щасновка - Подольский сельский совет село Подолье село Хоптянка - Рожисский сельский совет село Рожиск - Скориковский сельский совет село Скорики село Климковцы - Старомищинский сельский совет село Старомищина - Староскалатский сельский совет село Старый Скалат село Полупановка - Супрановский сельский совет село Супрановка село Коршиловка село Росоховатец - Терпиловский сельский совет село Терпиловка село Гущанки село Лозовка село Ободовка - Токовский сельский совет село Токи - Туровский сельский совет село Туровка село Тарноруда село Фащевка - Хмелисковский сельский совет село Хмелиска - Черниловский сельский совет село Черниловка |